# Tchoumi-Tchoumi
Tchoumi-Tchoumi ist ein Arrondissement im Departement Atakora in Benin. Es ist eine Verwaltungseinheit, die der Gerichtsbarkeit der Kommune Natitingou untersteht.
Gemäß der Volkszählung von 2013 hatte Tchoumi-Tchoumi 5656 Einwohner, davon waren 2795 männlich und 2861 weiblich.

## Geographie
Das Arrondissement liegt im Nordwesten des Landes und innerhalb des Departements Atakora in dessen südlicher Hälfte. Es setzt sich aus dem namensgebenden Ort Tchoumi-Tchoumi sowie den fünf weiteren Siedlungen Koutié Tchatido, Kouwa n’pongou, Moupémou, Takonta und Wimmou zusammen.